# Baby Get Higher
Baby Get Higher is van origine een lied van de Schotse muzikant David Sneddon uit 2003. Het bereikte de 38e plaats in de UK Singles Chart.

## Versie van VanVelzen
In de uitvoering van de Nederlandse artiest VanVelzen werd de single in week 43 van 2006 uitgeroepen tot Megahit op 3FM en werd een radiohit. De single bereikte de 26e positie in de Mega Top 50 op 3FM en de 17e positie in de Nederlandse Top 40 op Radio 538.

### Nederlandse Top 40
| Hitnotering: 21-10-2006 t/m 09-12-2006 | Hitnotering: 21-10-2006 t/m 09-12-2006 | Hitnotering: 21-10-2006 t/m 09-12-2006 | Hitnotering: 21-10-2006 t/m 09-12-2006 | Hitnotering: 21-10-2006 t/m 09-12-2006 | Hitnotering: 21-10-2006 t/m 09-12-2006 | Hitnotering: 21-10-2006 t/m 09-12-2006 | Hitnotering: 21-10-2006 t/m 09-12-2006 | Hitnotering: 21-10-2006 t/m 09-12-2006 | Hitnotering: 21-10-2006 t/m 09-12-2006 |
| Week:                                  | 1                                      | 2                                      | 3                                      | 4                                      | 5                                      | 6                                      | 7                                      | 8                                      |                                        |
| -------------------------------------- | -------------------------------------- | -------------------------------------- | -------------------------------------- | -------------------------------------- | -------------------------------------- | -------------------------------------- | -------------------------------------- | -------------------------------------- | -------------------------------------- |
| Positie:                               | 33                                     | 20                                     | 17                                     | 22                                     | 29                                     | 30                                     | 31                                     | 31                                     | uit                                    |

### Mega Top 50
| Hitnotering: 07-10-2006 t/m 23-12-2006 | Hitnotering: 07-10-2006 t/m 23-12-2006 | Hitnotering: 07-10-2006 t/m 23-12-2006 | Hitnotering: 07-10-2006 t/m 23-12-2006 | Hitnotering: 07-10-2006 t/m 23-12-2006 | Hitnotering: 07-10-2006 t/m 23-12-2006 | Hitnotering: 07-10-2006 t/m 23-12-2006 | Hitnotering: 07-10-2006 t/m 23-12-2006 | Hitnotering: 07-10-2006 t/m 23-12-2006 | Hitnotering: 07-10-2006 t/m 23-12-2006 | Hitnotering: 07-10-2006 t/m 23-12-2006 | Hitnotering: 07-10-2006 t/m 23-12-2006 | Hitnotering: 07-10-2006 t/m 23-12-2006 | Hitnotering: 07-10-2006 t/m 23-12-2006 |
| Week:                                  | 1                                      | 2                                      | 3                                      | 4                                      | 5                                      | 6                                      | 7                                      | 8                                      | 9                                      | 10                                     | 11                                     | 12                                     |                                        |
| -------------------------------------- | -------------------------------------- | -------------------------------------- | -------------------------------------- | -------------------------------------- | -------------------------------------- | -------------------------------------- | -------------------------------------- | -------------------------------------- | -------------------------------------- | -------------------------------------- | -------------------------------------- | -------------------------------------- | -------------------------------------- |
| Positie:                               | 87                                     | 81                                     | 74                                     | 26                                     | 44                                     | 69                                     | 53                                     | 56                                     | 51                                     | 52                                     | 75                                     | 85                                     | uit                                    |

### NPO Radio 2 Top 2000
| Nummer met noteringen in de NPO Radio 2 Top 2000 | '07  | '08 | '09  | '10 | '11 | '12 | '13  |
| ------------------------------------------------ | ---- | --- | ---- | --- | --- | --- | ---- |
| Baby Get Higher                                  | 1421 | -   | 1147 | 717 | 592 | 825 | 1635 |

1. ↑  Een '-' betekent dat het nummer niet was genoteerd en een vetgedrukt getal geeft de hoogste notering aan.
2. ↑  2007 was het eerste jaar met een notering voor dit nummer.
3. ↑  Deze tabel is bijgewerkt tot en met de laatste editie (2024).

## Andere versies
Ook reggaezanger Lenny Keylard heeft dit nummer vertolkt.